# Valdas
Valdas ist ein litauischer männlicher Vorname.

## Herkunft und Bedeutung
Valdas ist eine Kurzform von Valdemaras (dt.: Waldemar) und anderer litauischer Namen, die das germanisch-baltische Element wald mit der Bedeutung „Herrschaft, Regel“ enthalten.

## Namensträger
- Valdas Adamkus (* 1926),  Politiker, zweimaliger Staatspräsident
- Valdas Benkunskas (* 1984), Politiker, Bürgermeister von Vilnius
- Valdas Ivanauskas (* 1966), Fußballspieler und -trainer
- Valdas Kasparavičius (*  1958),  Fußballspieler
- Valdas Kuzabavičius, Jurist und  Politiker, Bürgermeister von Alytus
- Valdas Macedulskas, Politiker, Bürgermeister von Alytus
- Valdas Novickis (* 1986),  Handballspieler
- Valdas Petrauskas (* 1965), Chirurg und Politiker, Seimas-Mitglied
- Valdas Rakutis (* 1969), Militärhistoriker und Politiker, Seimas-Mitglied
- Valdas Skarbalius (* 1983), Politiker, Seimas-Mitglied
- Valdas Trakys (* 1979),  Fußballspieler
- Valdas Tutkus (* 1960),  Generalleutnant